# Сборная Сарка по футболу
Сборная Сарка по футболу (англ. Sark football team) — национальная сборная одноименного острова, расположенного в проливе Ла-Манш.
Ввиду того, что Сарк является зависимой территорией Великобритании, его национальная сборная не состоит в ФИФА и УЕФА, не имея права участвовать в соревнованиях, проводимых под эгидой этих организаций. 
Сарк также не состоит в CONIFA — международной федерации, объединяющей национальные футбольные сборные непризнанных государств.
Постоянным спонсором команды является местный отель.
Главный тренер сборной с 2018 года — Джин Фиггли.

## История появления
Несмотря на то, что футбол обрел огромную популярность на острове в 1950-х годах, единая национальная сборная была впервые созвана в 2001 году в одном из местных пабов, после чего в 2003 году приняла участие в прошедших на Гернси Островных играх, проиграв с разгромным счетом все свои матчи в рамках этого турнира:
- Сарк — Гибралтар — 0:19
- Сарк — Остров Уайт — 0:20
- Сарк — Гренландия — 0:16
- Сарк — Фрёйа — 0:15

После Островных игр футболисты Сарка больше не принимали участия в международных турнирах, ограничиваясь лишь товарищескими матчами против клубов любительских английских лиг.